# Ernst Reiter (violinista)
Ernst Reiter   (Wertheim, 30 de març de 1814 - Basilea, 14 de juliol de 1875) va ser fill de Baden, després marxà a Suïssa com a violinista, director d'orquestra i compositor.
Reiter va néixer a Wertheim, fill de Franz Reiter (1772-1839), i la seva esposa Babette Milon. Va aprendre una educació musical a l'escola de violí de Kassel Ludwig Spohr i va aprendre la teoria musical amb Moritz Hauptmann. La seva primera feina va ser la de professor de violí al "Royal Music Institute de Würzburg", després va anar a Estrasburg i el 1836 a Basilea.
Reiter es va convertir en Mestre de Concerts de la Societat de concerts de Basilea el 1839, succeint a Ferdinand Samuel Laur director de direcció de "Basler Gesangverein" el 1845, i director del cor masculí "Basler Liedertafel", que va fundar el 1852. El lideratge conjunt de les tres formacions musicals en unió personal va resultar tan fructífer que fins al 1965 es va mantenir a Basilea.
Amb els conjunts que va dirigir, Reiter va interpretar, entre d'altres, obres de Bach, Beethoven, Berlioz i Brahms. També va dirigir la Simfonia núm. 9 (Beethoven) el 1853, El 1861 la Passió segons Sant Joan i la Passió de Sant Mateu (1865) com a estrenes suïsses, així com el Un Rèquiem alemany de Brahms el 1869.
Nombroses cançons, música de cambra, un ambient de missa i salms, així com l'oratori "El nou paradís" de 1845 i l'òpera La fada d'Elvershöh, escrita el 1865, anà a càrrec d'Ernst Reiter. En ocasions festives també va escriure música per a festes patriòtiques.
Reiter era casat des del 1843 amb la cantant Josephine Bildstein (1819-1854), i des del 1857 amb Johanna Karolina Friederike, nascuda Ehrmann, el 1858 va néixer la seva filla Louise Sophie Constanze Johanna, i el 1860 el seu fill Ernst Ludwig Peter Anton.

## Literatura
- Friedrich Oser: Zur Erinnerung an Musikdirektor Ernst Reiter, gest. 14. Juli 1875. Wassermann, Basel 1875.
- Die Musik in Geschichte und Gegenwart. Jg. 11.1963, S. 212 f.
- Dieter Zeh: Der Musiker und Komponist Ernst Reiter. In: Wertheimer Jahrbuch, Jg. 2008/09, S. 183–204.
- Paul Meyer-Lieb: Basels Concertwesen 1804-1857. In: Basler Jahrbuch 1890, S. 76-111.
- Ernst Refardt: Die Programme der von Ernst Reiter geleiteten Sinfonie-Konzerte. In: Basler Jahrbuch 1926, S. 171-232.